# Damian Tanda Jaiči
Damianus Tanda Jaiči (japonsky ダミアン多田弥七, Damian Tanda Jaiči; 1582 Ómura – 10. září 1622 Nagasaki) byl japonský římskokatolický laik, člen Bratrstva růžence a mučedník. Katolická církev ho uctívá jako blahoslaveného.

## Život
Narodil se roku 1582 v Ómuře.
Stal se katolíkem a členem Bratrstva růžence.
Během období Edo probíhalo v Japonsku pronásledování křesťanů. I přes hrozící nebezpečí ukryl ve svém domě katolické kněze. Zato byl zatčen a 10. září 1622 byl v Nišizaka v Nagasaki sťat se svým pětiletým synem Michaelem.

## Proces blahořečení
Jeho proces blahořečení byl zahájen v arcidiecézi Nagasaki jako jeden z 205 japonských mučedníků. Dne 26. února 1866 uznal papež Pius IX. jejich mučednictví. Blahořečen byl 7. května 1867 také se svým synem Michaelem.